# Synagoge (Goniądz)

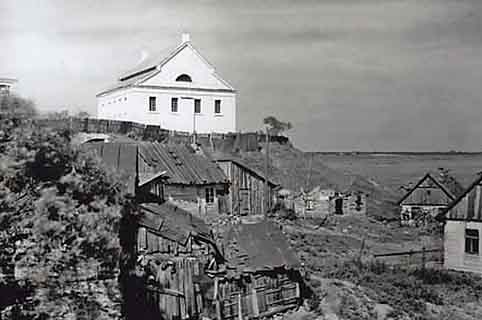
Synagoge Goniądz, vor 1920

Die Synagoge in Goniądz (deutsch Gonionds), einer polnischen Stadt in der Woiwodschaft Podlachien, wurde im 18. Jahrhundert errichtet.
Die Synagoge wurde im Juli 1941 während des Zweiten Weltkrieges niedergebrannt. 